# Jacques Esnous
Jacques Esnous est un journaliste français né le 18 février 1956 à Ivry-sur-Seine.

## Biographie

### Famille
Jacques Esnous est le fils d'un professeur de dessin industriel et de la responsable du secrétariat de Jacques Chirac à la mairie de Paris.

### Études
Jacques Esnous devient journaliste par hasard alors qu'il est étudiant en droit. Cherchant un travail d'été, il rentre à France-Inter en 1976 comme pigiste au service des sports pendant les Jeux olympiques de Montréal.

### Carrière
Jacques Esnous devient reporter en 1980, puis présentateur de différents journaux notamment de la tranche matinale (1981-1984) et journaliste au service économique (1984-1987).
Il rejoint RTL en 1987 en qualité de journaliste au service économique.
Il occupe ensuite les fonctions de rédacteur en chef et présentateur de la matinale (1989-1995), présentateur de l'émission Opinion publique (1995-1997).
En 1997, il reprend la présentation du prime-time et devient directeur adjoint de la rédaction.
En 2004, Jacques Esnous est promu directeur de l'information.
Parallèlement, Jacques Esnous devient membre du directoire de RTL en 2005, puis vice-président du directoire de RTL en 2014.

## Articles et liens internes
- RTL